# Iglesia de Sainte-Eulalie de Sainte-Eulalie-de-Cernon
La iglesia de Sainte-Eulalie es una edificación románica del siglo XII situada en la comuna francesa de Sainte-Eulalie-de-Cernon, en el departamento de Aveyron.
Es monumento histórico de Francia  desde el año 1927.

## Historia y arquitectura
El abad de Saint-Guilhem le Desert, en 1151, con el beneplácito del obispo de Adge y de la Orden de la Regla de San Benito dona el edificio y sus dependencias a la Orden del Temple, propietarios de la mayor parte del Larzac. A finales del siglo XII fue cuando los caballeros templarios se establecieron en la villa tomando sus pertenencias. La iglesia que se conserva es de esta época, aunque con sucesivas modificaciones: en el siglo XVII se abrió un portal de entrada independiente a la antigua encomienda templaria, en el centro del ábside y se cambió de lugar el coro, desplazándolo hacia el oeste.  
Una de las principales características de esta iglesia es la presencia de contrafuertes redondeados en la parte externa, reforzando la nave central. Es un tipo de construcción bastante raro, presente por otro lado también en el palacio de los papas de Aviñón, ya que en las iglesias románicas los contrafuertes se sitúan en el interior.

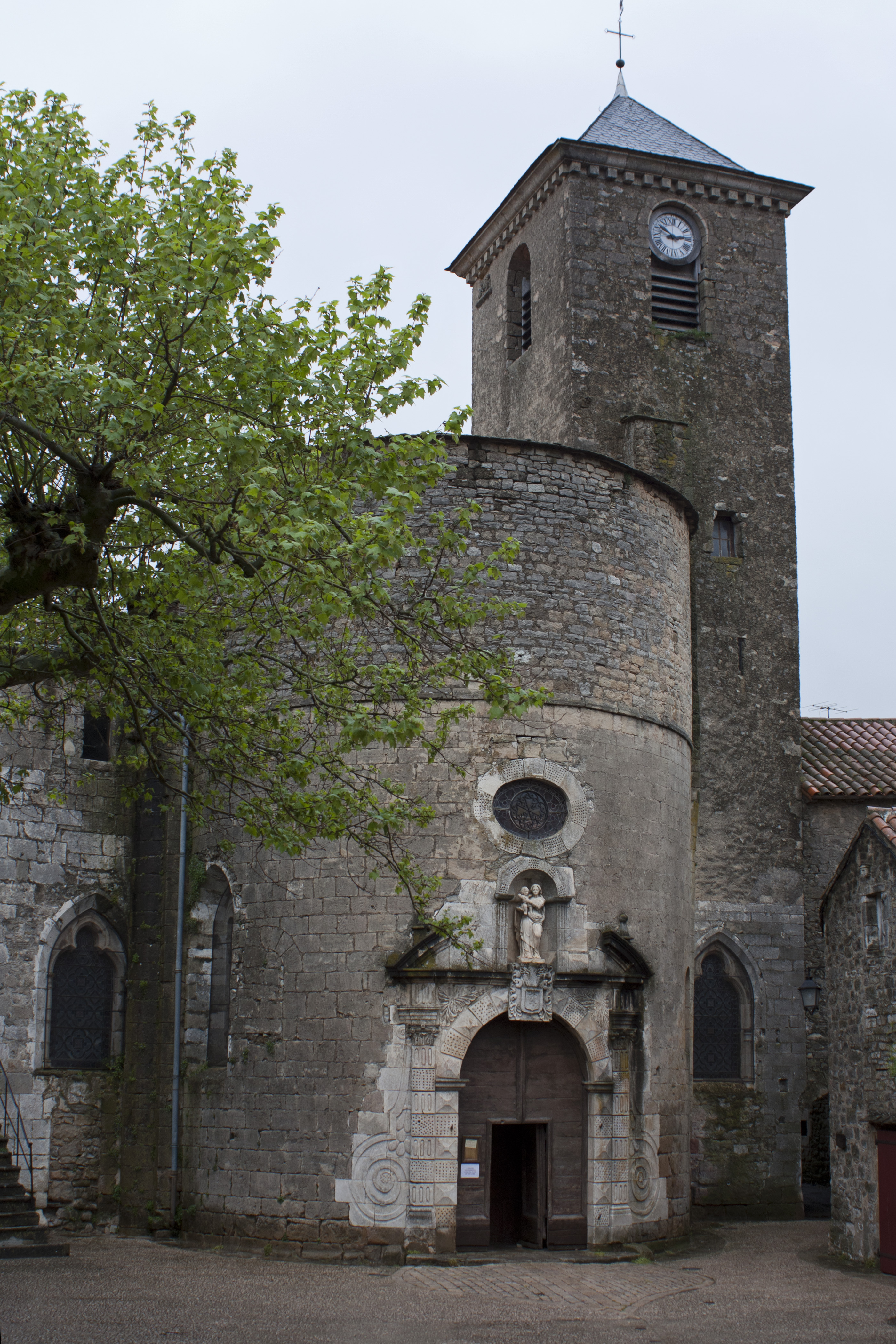
Vista del ábside de la iglesia, con la puerta de entrada y el campanario.